# Поречье (Пуховичский район)
Поречье (бел Парэ́чча) — деревня в Пуховичском районе Минской области Беларуси. Входит в состав Шацкого сельсовета.

## География
Находится за 30 километров на юго-запад от Марьиной Горки, в 30 километрах от железнодорожной станции Пуховичи линии Минск — Осиповичи, около реки Птичь.

## Имя
Название села происходит от мести (урочище Паречча).

## История

### Великое Княжество Литовское
Известен с XVI века в Великом княжестве Литовском. В 1588 г. село, центр волости в имении Койданово Минского повета Минского воеводства.

### В составе Российской империи
С 1793 г. — в Российской империи. В конце XIX в. — деревня Порашов Слуцкого уезда Минской губернии. В 1800 году село Поречье находилось в Амельнинской волости Игуменского уезда. В 1858 году деревня в Поречской волости Игуменского уезда. В 1886 г. упоминается православная церковь (построена в 1840 г., деревянная).
В 1894—1914 гг. в имении Поречье работала лесопилка (в 1913 г. работало 118 чел.). В 1892—1915 гг. существовал стекольный завод (в 1895 г. он производил бутылки, листовое полубелое и оконное стекло, работало 111 человек).
В 1897 году действовала приходская церковь, хлебозапасный магазин, лавка, питейное заведение, лесопилки и стекольные заводы. В 1898 году была открыта церковная школа.
В начале XX в. рядом с земледелием и скотоводством существовали ремесла: прядение, ткачество, вышивка, вязание, плетение корзин из молодых палочек крушины, из корней деревьев, обуви из липовой коры, прядение канатов, пошив одежды из домашнего текстиля, изготовление простой конской сбруи (узды)., поводья и т. д.), тумбочки, зебры, молочники, бочки, ведра и другие предметы быта из дерева, сбор ягод, грибов, лекарственных трав, ловля рыбы и раков. Некоторые крестьяне в свободное от сельскохозяйственных работ время занимались случайными заработками: их нанимали заготавливать дрова, строительный лес, сплавлять лес по р. Птичь и других реках.

### Новейшее время
Во время Первой мировой войны, в феврале — декабре 1918 года была под оккупацией войск кайзеровской Германии.
25 марта 1918 года согласно Третьей Конституционной грамоте село было объявлено в составе Белорусской Народной Республики. С 1 января 1919 года в соответствии с постановлением I съезда КПБ село вошло в состав БССР.
В августе 1919 — июле 1920 года деревня находилась под польской властью.
После революции 1917 года здесь была создана трудовая школа I степени. В 1922 г. обучалось 50 мальчиков и 13 девочек. В начале 1930-х гг. был создан колхоз «Культура» («Арешковичи»), работала кузница.
С 1938 года деревня.
С конца июня 1941 г. по 3 июля 1944 г. деревня была оккупирован немецкими войсками. Во время войны жители в. Поречье совершили подвиг, они целой деревней дали убежище еврейским детям.
До 5 мая 1962 года село входило в состав Ворошиловского сельсовета, а затем в состав Селецкого сельсовета.
В 24 ноября 1966 года в состав Поречье присоединили деревня Нива.
До 29 июня 2006 года поселок входил в состав Селецкого сельсовета. С 2006 по 28 мая 2013 года в составе Ветеревичского сельсовета.

## Население
- 1886 г. — 38 дворов, 319 жителей.
- 1897 г. — 90 домов, 600 жителей.
- начало 20 века. — 121 двор, 743 жителя.
- 1999 г. — 173 жителя.
- 1 января 2002 г. — 80 дворов, 136 жителей.
- 2009 г. — 86 жителей.
- 2010 г. — 86 жителей.

## Культура и общество

### Достопримечательности

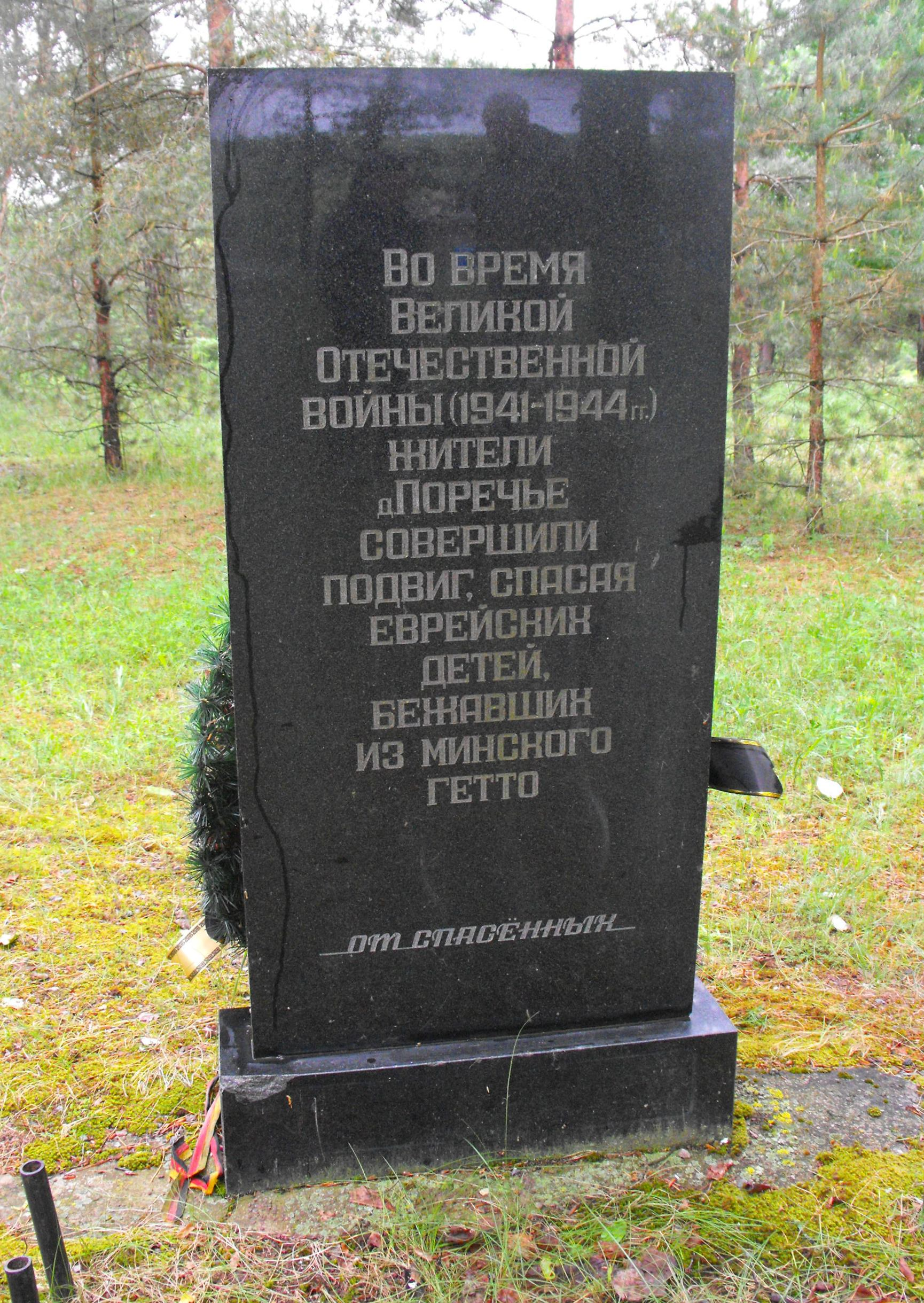
Памятник «Праведникам мира»

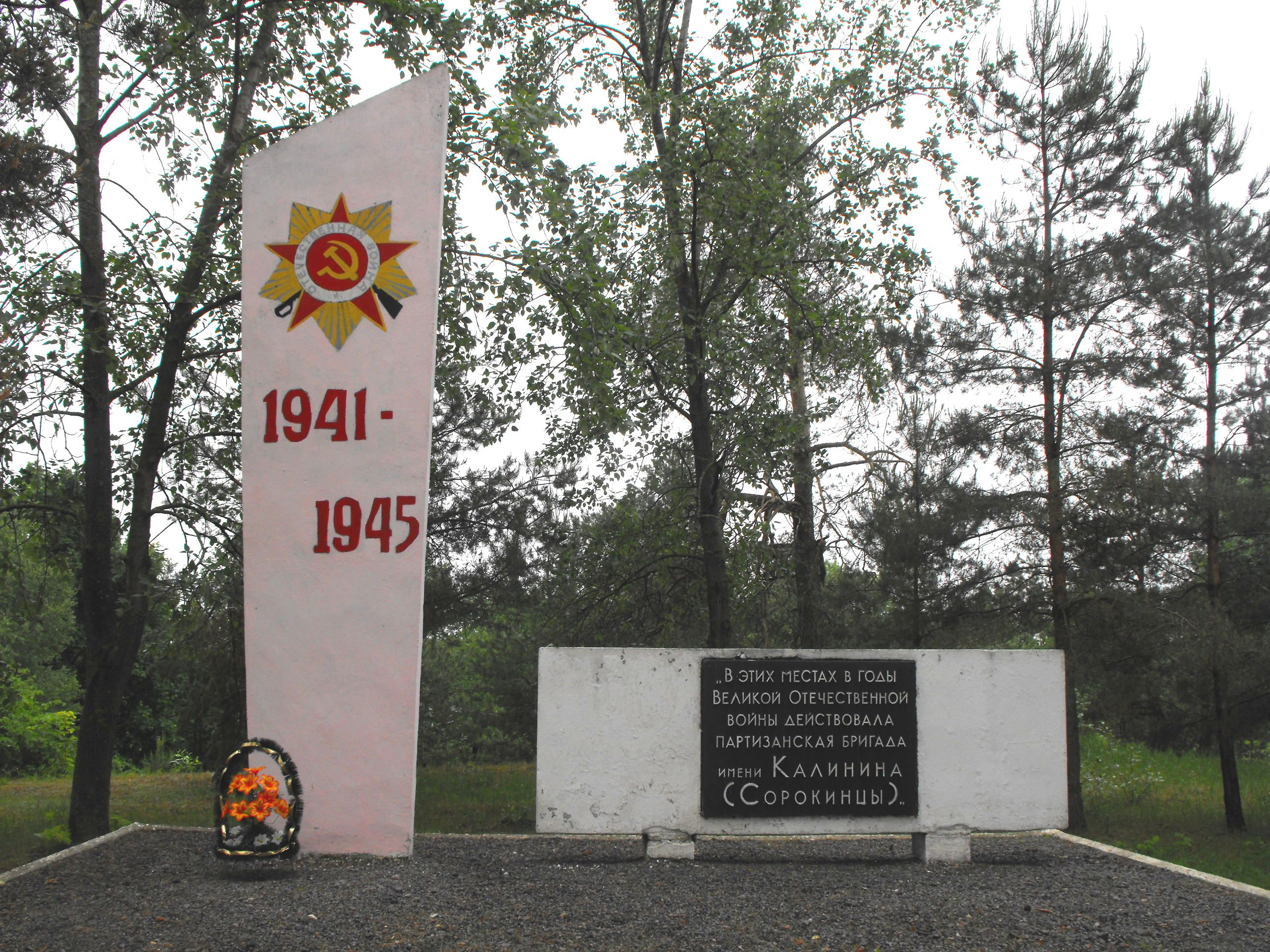
Мемориал партизанам.

- Памятник «Праведникам мира». Создан в 2000 году бывшими узниками, бежавшими из Минского гетто[4].
- Мемориал партизанам.

### Утраченное наследие
- Церковь Преображения Господня (1840—1950-х.).

## Известные люди
- Степан Фёдорович Хацкевич (1910—1979) — белорусский актёр. Заслуженный артист БССР (1963).